# Gocce di cristallo
Gocce di cristallo è un singolo della cantante italiana Anna Tatangelo, pubblicato il 20 novembre 2015 come sesto singolo estratto dall'album Libera.

## Video musicale
Il videoclip ufficiale del brano, girato dai registi Mertin Arricchiello e Loredana Antonelli, è diviso in due parti: la prima mostra la Tatangelo mentre si prepara a una sessione di prove con la sua band; nella seconda la cantante diventa la voce narrante di una storia che ha per protagonisti due ragazzi che passeggiano per le vie di Roma.

## Tracce
Testi e musiche di Oscar Angiuli, Valerio Carboni, Emiliano Cecere e Marco Ciappelli.
1. Gocce di cristallo – 3:18

## Formazione
- Anna Tatangelo - voce
- Maurizio Fiordiliso - chitarra
- Alfredo Golino - batteria
- Roberto D'Aquino - basso
- Adriano Pennino - tastiera

## Classifiche
| Classifica (2015)         | Posizione massima |
| ------------------------- | ----------------- |
| Italia (airplay)          | 59                |
| Italia (airplay italiane) | 25                |